# Olk
Olk is een plaats in de Duitse gemeente Ralingen, deelstaat Rijnland-Palts, en telt 437 inwoners

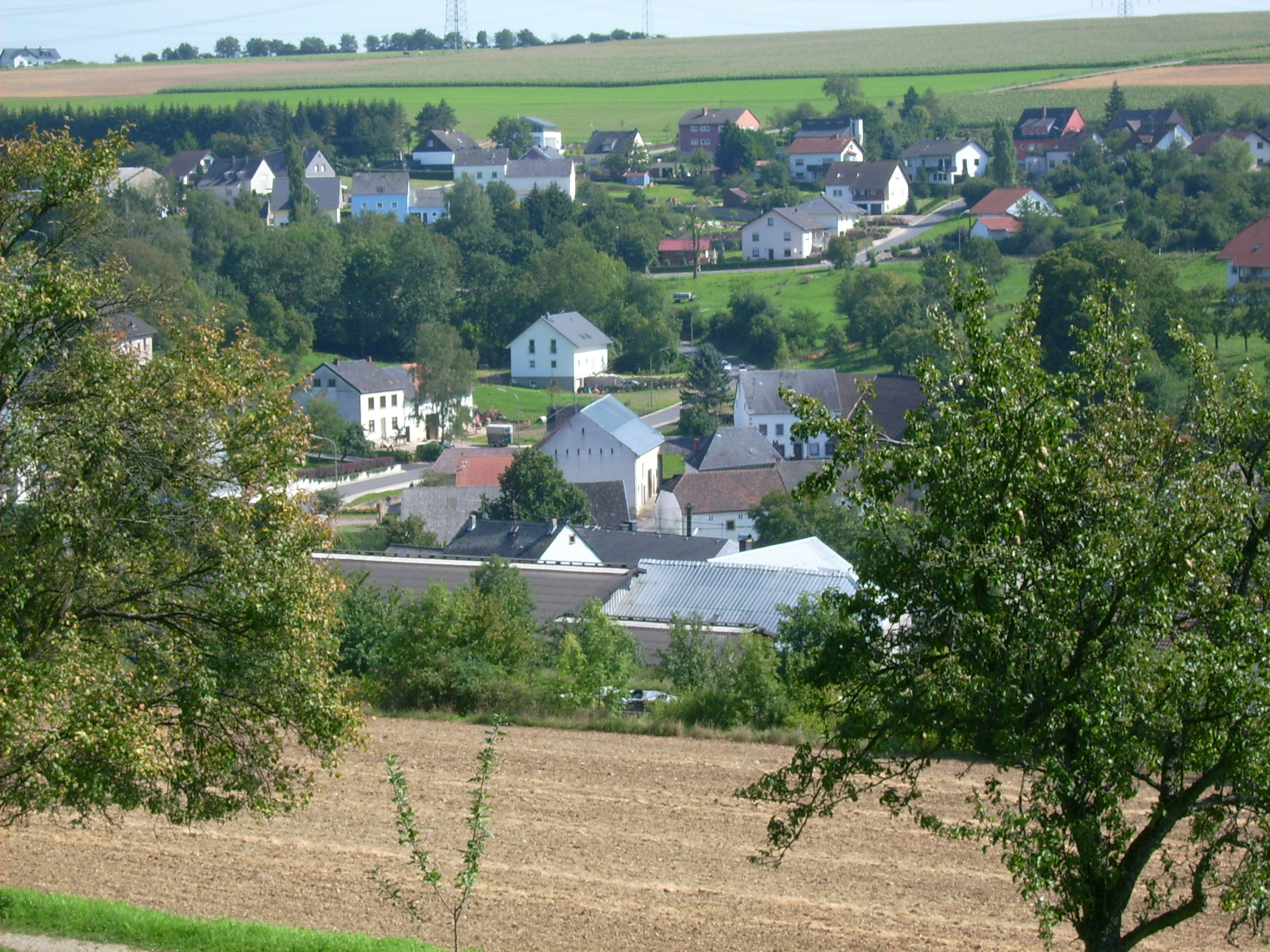
Luchtfoto